# 共沸

2-丙醇 / 水的蒸气 - 液体平衡显示共沸行为

共沸（英語：Azeotrope）或稱恆沸，是指两组分或多组分的液体混合物以特定比例組成時，在恒定压力下沸腾，其蒸氣組成比例與溶液相同的現象。这实际是表明，此时沸腾产生的蒸氣与液体本身有着完全相同的组成。共沸物是不可能通过常规的蒸馏或分馏手段加以分离的。
并非所有的二元液体混合物都可形成共沸物，一些例子列在了下面。这类混合物的温度—组分相图有着显著的特征，即，其气相线（气液混合物和气态的交界）与液相线（液态和气液混合物的交界）有着共同的最高点或最低点。如此点为最高点，则称为負共沸物；如此点为最低点，则称为正共沸物。大多数共沸物都是正共沸物，即有最低沸点。
值得注意的是，任一共沸物都是针对某一特定外压而言。对于不同压力，其共沸组分和沸点都将有所不同。

## 分類

### 正共沸物

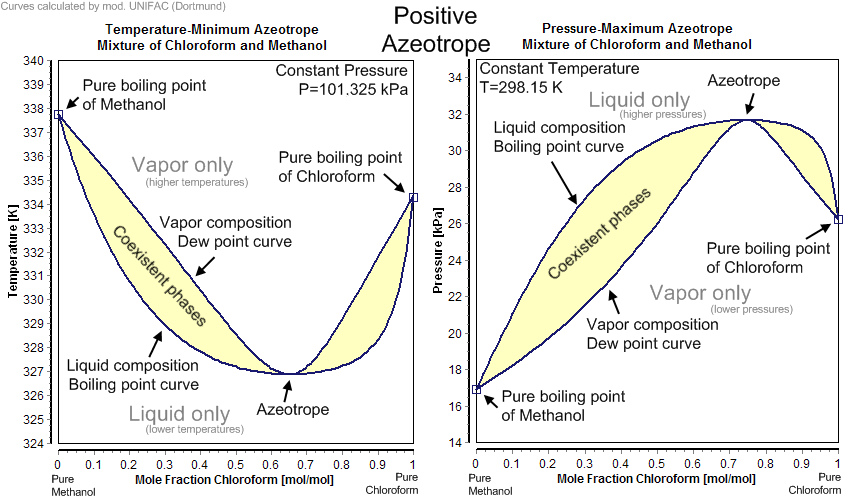
正共沸物--氯仿與甲醇混合溶液

當該溶液共沸點的沸點溫度低於其所有組成成分的沸點則稱該溶液為正共沸物。
較為有名的正共沸物是重量百分濃度為95.63%的乙醇與4.37%的水混合溶液。其中，乙醇的沸點為78.4°C，而水的沸點則為100°C，但共沸點的沸點溫度則為78.2°C，同時低於其組成成分乙醇與水的沸點。事實上，在所有組成比例的酒精-水混合液中，沸點78.2°C是最低的。任何正共沸物的沸點都低於該混合溶液其他組成比例的沸點。

### 負共沸物

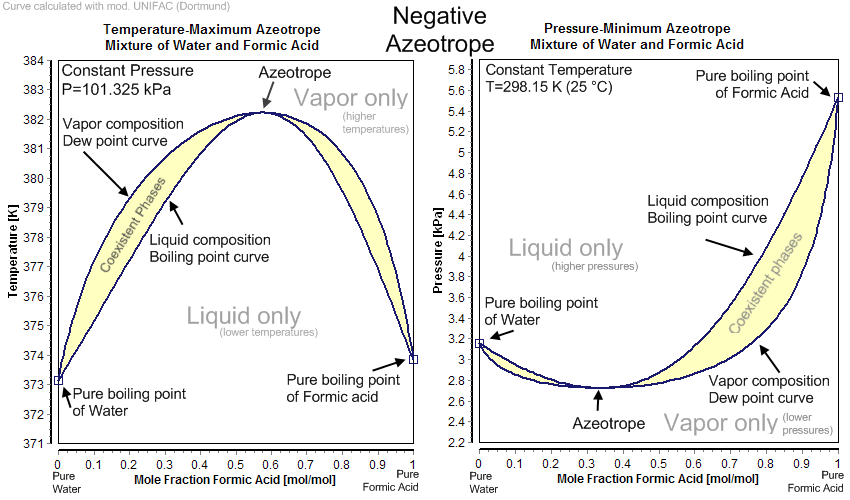
負共沸物--甲酸與水混合溶液

當該溶液共沸點的沸點溫度高於其所有組成成分的沸點則稱該溶液為負共沸物。
較為有名的負共沸物是重量百分濃度為20.2%的鹽酸(氯化氫-水混合溶液)。其中，氯化氫的沸點為-84°C，而水的沸點則為100°C，但共沸點的沸點溫度則為110°C，同時高於其組成成分氯化氫與水的沸點。事實上，在所有組成比例的鹽酸中，沸點110°C是最高的。任何負共沸物的沸點都高於該混合溶液其他組成比例的沸點。

### 非勻相共沸物

A phase diagram for a binary system displaying a eutectic point.

當兩種物質不完全互溶(即該溶液存在兩個以上的液體相)時，可以發現共沸現象發生於溶液的互溶間隙之間，則稱該溶液為非勻相共沸物。

## 常见共沸物
- 硝酸（68.4%）/ 水，沸点122 °C
- 高氯酸（71.6%）/ 水，沸点203 °C（负共沸物）
- 氢氟酸（35.6%）/ 水，沸点111.35 °C（负共沸物）
- 乙醇（95.63%）/ 水，沸点78.2 °C（正共沸物）
- 硫酸（98.3%）/ 水，沸点330 °C
- 苯（18.5%）/ 乙醇（74%）/ 水 组成一个三元共沸物，沸点64.9 °C（负共沸物）